# Gerhard Bahrenberg
Gerhard Bahrenberg (* 3. Mai 1943 in Bad Kreuznach; † 11. Mai 2022 in Lilienthal) war ein deutscher Geograph. Er war Verfechter von quantitativen Methoden in der Geographie, einhergehend mit der Abkehr von der deskriptiven Landschafts- und Landeskunde.

## Leben
Bahrenberg legte 1962 das Abitur in Dortmund ab. Von 1962 bis 1969 studierte er Geographie, Mathematik, Philosophie und Pädagogik an der  Universität Münster. 1969 erfolgte das Erste Staatsexamen für das Lehramt an Gymnasien (Geographie, Mathematik) in Münster und seine Promotion zum Dr. rer. nat. Von 1969 bis 1974 war er wissenschaftlicher Assistent an der Gesamthochschule Duisburg. Dort erfolgte 1974 auch seine Habilitation. 1974 wurde er zum Professor ernannt. Von 1975 bis 2008 war er Professor an der Universität Bremen.